# Eremochloa attenuata
Eremochloa attenuata là một loài thực vật có hoa trong họ Hòa thảo. Loài này được Buit. mô tả khoa học đầu tiên năm 2001.